# لويز بيني
لويز بيني (بالإنجليزية: Louise Penny)‏‏ (1 يوليو 1958 في تورونتو - ) روائية، وكاتِبة من كندا.

## الجوائز
- نيشان كندا من رتبة عضو
- CWA New Blood Dagger [الإنجليزية]‏
- Dilys Award [الإنجليزية]‏
- نيشان كيبيك الوطني من رتبة ضابط[17]

## روابط خارجية
- لويز بيني على موقع IMDb (الإنجليزية)
- لويز بيني على موقع ميوزك برينز (الإنجليزية)
- لويز بيني على موقع قاعدة بيانات الفيلم (الإنجليزية)